# All the Best! 1999–2009
All the Best! 1999–2009  é o terceiro álbum de grandes êxitos da banda Arashi, lançado em 19 de agosto de 2009 pela gravadora J Storm.
Logo após o lançamento, o álbum estreou em primeiro lugar na parada diária de álbuns da Oricon, vendendo mais de 261.070 cópias. Na parada semanal, alcançou o primeiro lugar, vendendo 753.430 cópias. Ele ficou em primeiro lugar por duas semanas consecutivas, vendendo mais de 232.800 cópias na segunda semana. Treze dias após o lançamento, ultrapassou um milhão de cópias vendidas, tornando-se o primeiro a atingir esta marca no ano de 2009 no Japão. Depois de cinco semanas, alcançou o topo da parada anual de álbuns da Oricon, ultrapassando Supermarket Fantasy de Mr. Children. All the Best! 1999–2009 deteve o recorde de álbum mais vendido na estreia do ano de 2009 no Japão e também se tornou o álbum mais vendido do ano no país. O álbum ficou na parada da Oricon por um total de 353 semanas.